# Gunung Aji (Warkuk Ranau Selatan)
Gunung Aji is een bestuurslaag in het regentschap Ogan Komering Ulu Selatan van de provincie Zuid-Sumatra, Indonesië. Gunung Aji telt 886 inwoners (volkstelling 2010).